# Бій при Гренгамі
Бій при Гренгамі — морська битва, що відбулася 27 липня (7 серпня) 1720 року в Балтійському морі біля острова Гренгам (південна група Аландських островів), стала останньою великою битвою Великої Північної війни.

## Передісторія бою

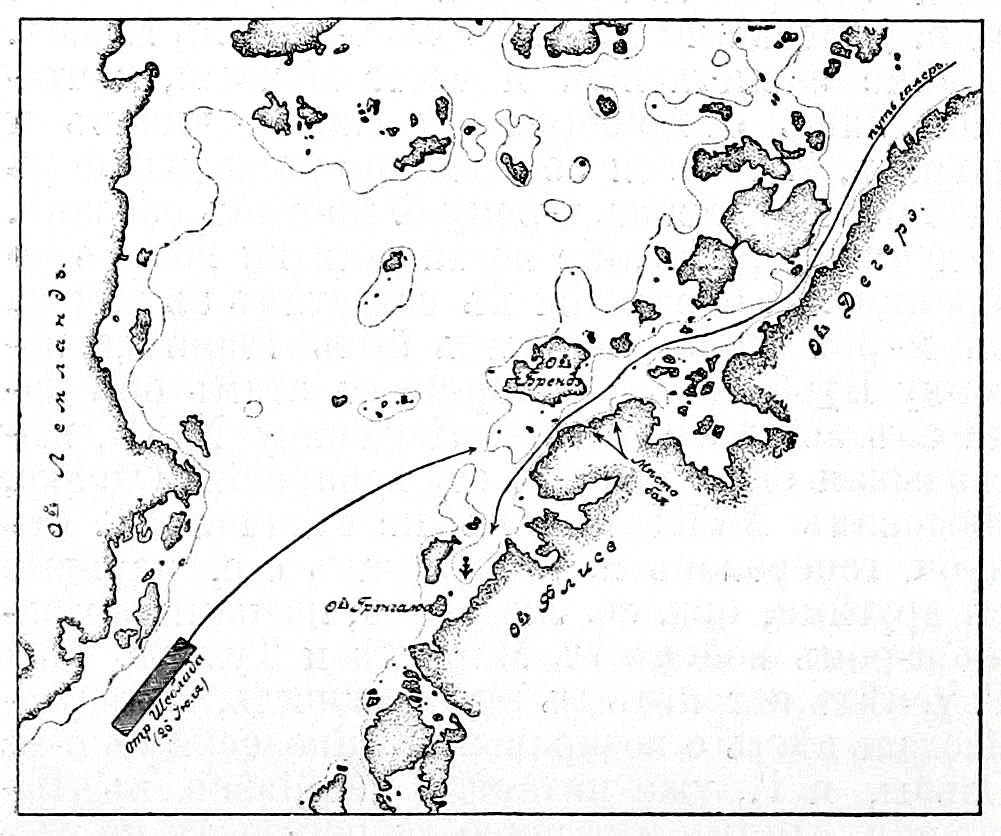
Карта зі статті «Гренгам»
(" Військова енциклопедія Ситіна ")

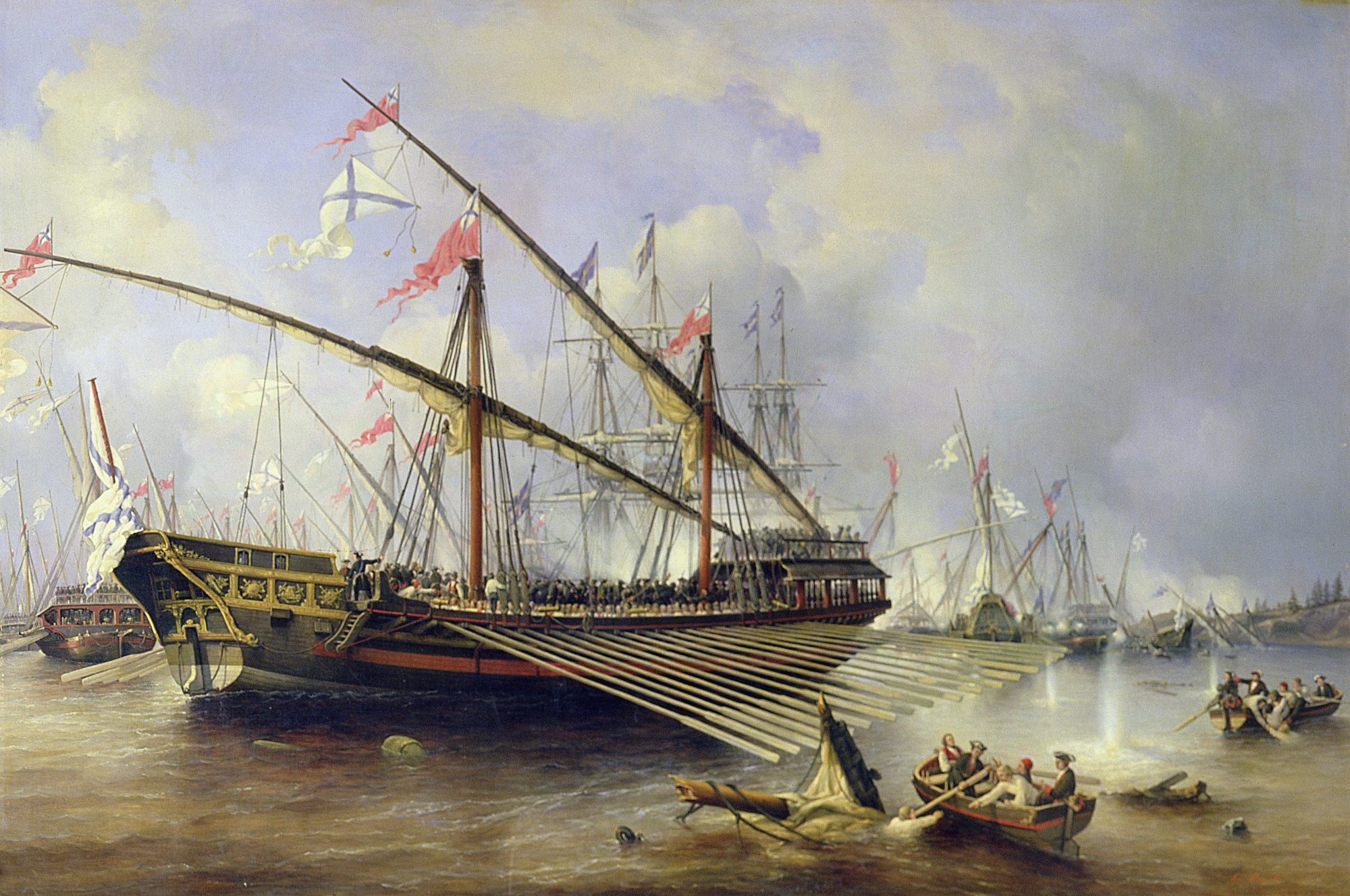
Бій при Гренгамі 27 липня 1720 року. Художник Ф. Перро, 1841

Незважаючи на низку важких поразок на суходолі та на морі, Швеція продовжувала ухилятися від підписання мирного договору з Росією, оскільки такий договір означав би, що Швеція юридично втратила б свою роль провідної держави в Північній і Східній Європі. Одночасно це було юридичним закріпленням за Росією ролі провідної держави в регіоні. Російсько-шведський Аландський конгрес, що відбувся з травня 1718 по вересень 1719 року, не привів до укладання миру. Тим часом впливу Великої Британії в Балтійському морі загрожував флот Росії, який дедалі збільшувався.
На цьому фоні почалося зближення Великої Британії та Швеції, які в листопаді 1719 року уклали союз, за умовами якого Георг I, виступаючи як курфюрст Ганновера, отримав шведські Бремен і Верден, сплативши Швеції мільйон талерів. Через два місяці Георг I вже як англійський король підписав договір зі Швецією про мир і союз. Велика Британія також виступила посередником в укладанні мирних договорів між Швецією з одного боку та Пруссією, Данією з іншого. Все це вело до політичної ізоляції Росії, адже Данія та Пруссія раніше виступали союзниками Росії у війні проти Швеції. Ще у серпні 1719 року Великобританія послала до Балтійського моря ескадру адмірала Джона Норріса, з метою знищення російського флоту, яка наприкінці жовтня пішла ні з чим.

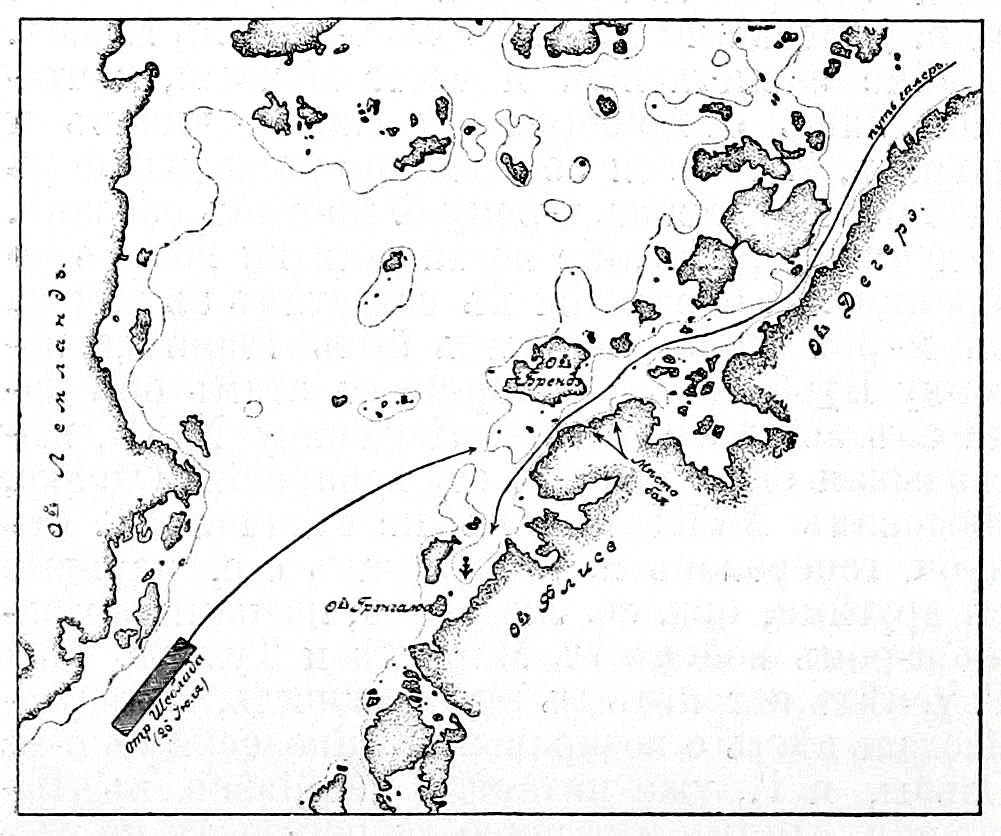
Карта зі статті " Гренгам "
(" Військова енциклопедія Ситіна «)

Після Гангутської битви Англія, стурбована зростанням могутності російської армії, утворила військовий альянс зі Швецією. Однак демонстративне наближення об'єднаної англо-шведської ескадри до Ревеля не змусило Петра I шукати миру, і ескадра відійшла до берегів Швеції. Петро I, дізнавшись про це, наказав перемістити російський флот від Аландських островів до Гельсінгфорсу, а біля ескадри залишити кілька човнів для патрулювання. Незабаром один із цих човнів, що потрапив на мілину, був захоплений шведами, внаслідок чого Петро наказав повернути флот назад до Аландських островів.
У 1720 році ескадра під керівництвом Д. Норріса знову з'явилася в Балтійському морі у складі 18 лінійних кораблів, 3 фрегатів та інших суден. На російський запит про те, чи не збираються англійці шкодити російським інтересам, Д. Норріс відповів, що у нього немає таких інструкцій. Тим часом Петро I мав намір продовжити найактивнішим чином використовувати флот з метою примусу Швеції до підписання миру. 25 квітня 1720 року російська ескадра під керівництвом М. М. Голіцина, дотримуючись листів царя, вийшла з Або, взявши курс на Швецію. Наявні у М. М. Голіцина сили він розбив на дві частини, одну з яких під командуванням бригадира Менгдена направив до Ботнічної затоки до Вази, а з іншою у складі 70 галер, 80 човнів, 8 бригантин, з 8000 солдатів рушив до Аланду. Ескадра під командуванням Менгдена досягла значних успіхів, висадившись на шведському березі й розоривши територію на 30 верст у глибину, успіхи перевершили досягнуті показники 1719 року.
26 липня (6 серпня) російський флот під командуванням Михайла Михайловича Голіцина у складі 61 галери та 29 човнів наблизився до Аландських островів. Розвідувальні човни росіян помітили шведську ескадру між островами Лемланд і Фрітсберг. Через сильний вітер атакувати її було неможливо, і Голіцин прийняв рішення йти до острова Гренгам з метою підготовки хорошої позиції серед шхер.

## Бій
Ескадра під керівництвом М. М. Голіцина домоглася ще більших успіхів, коли 27 липня(7 серпня) 1720 року заманила шведські сили у складі 1 лінійного корабля, 4 фрегатів, 1 галери та кількох дрібніших суден у затоку Гренгам, яка була надлишково наповнена підводними каменями та мілинами. У таких умовах шведські судна втратили можливість маневрувати.
Коли 27 липня (7 серпня) російські кораблі наблизилися до Гренгаму, флот шведів під командуванням К. Г. Шеблада, що мав 156 гармат, несподівано знявся з якоря і пішов на зближення, піддавши росіян масованому обстрілу. Російський флот став поспішно відступати на мілководді, куди й потрапили шведські кораблі, які переслідували його. На мілководді більш маневрені російські галери та човни перейшли в атаку і зуміли взяти на абордаж 4 фрегати (34-гарматний „Стор-Фенікс“, 30-гарматний „Венкер“, 22-гарматний „Кіскін“ і 18-гарматний „Данськ-Ерн“), після чого решта шведського флоту відступила.
На початку битви 2 шведських фрегати сіли на мілину і були взяті на абордаж, а 2 інших, незважаючи на спробу врятуватися втечею, також були взяті на абордаж. Крім того, було захоплено в полон 407 офіцерів, солдатів та матросів, 104 гармати. Тільки лінійний корабель К. Шеблада і кілька дрібних суден врятувалися втечею, хоча за ними було організовано переслідування, але все ж таки флагманський корабель був пошкоджений стрільбою з російських суден. Лише погіршення погоди врятувало шведські сили від повного полону. Моральне значення перемоги посилювалося ще тим, що битва відбувалася під час перебування у Балтійському морі британської ескадри, і вона не прийшла на допомогу своїм шведським союзникам.
Напруження битви було настільки запеклим, що з галер було випущено 31 506 патронів і 23 971 зарядів картечі. З 61 галери, що брали участь у битві, 43 галери отримали пошкодження різного ступеня тяжкості, тільки одна, „Вальфіш“, серйозні. Розбиту 30-весільну галеру „Вальфіш“ спалили при урочищі Фрісбург безпосередньо після битви (попередньо вивантаживши всі запаси).
У вересні 1720 року у Санкт-Петербурзі відбулися урочистості з нагоди перемоги у Гренгамській битві.

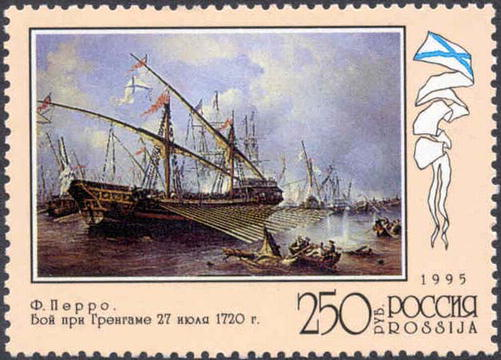
Поштова марка Росії, 1995 рік

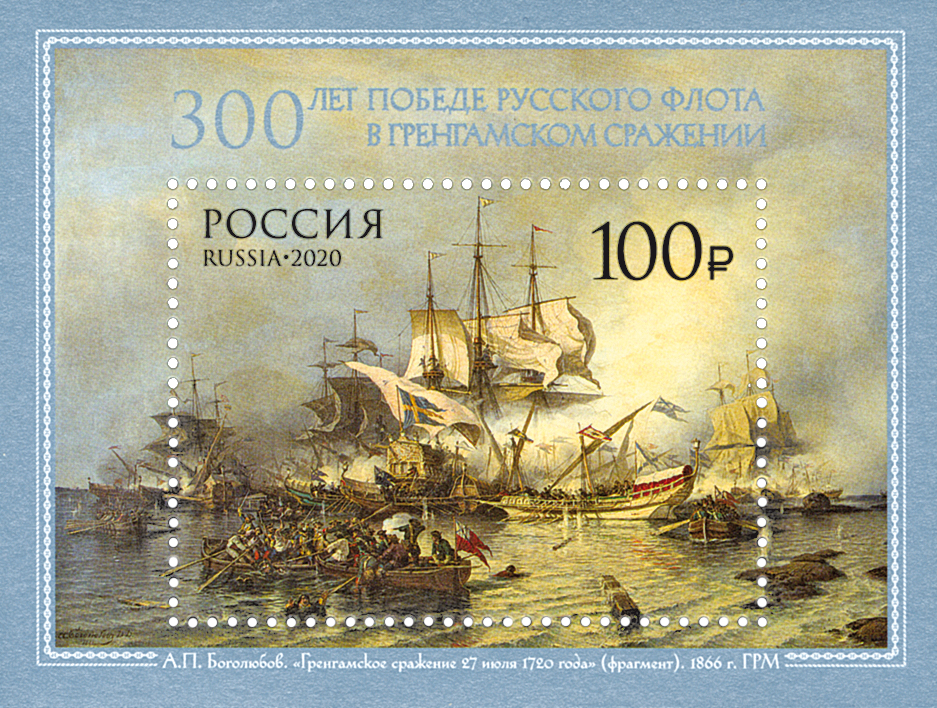
Поштовий блок. 300 років перемозі російського флоту у Гренгамській битві

## Підсумки битви
Результатом битви при Гренгамі став кінець безроздільного шведського впливу на Балтійському морі та утвердження на ньому Росії. Битва наблизила укладання Ніштадтського миру.
Втрати з боку шведів склали: чотири фрегати — 34-гарматний „Стор-Фенікс“, 30-гарматний „Венкер“, 22-гарматний „Кіскін“ та 18-гарматний „Данськ-Ерн“. У полоні опинилося 407 шведів, 103 людини було вбито. Втрати на російських галерах склали за одними даними, 82 вбитих і 246 поранених, за іншими даними — 85 вбитих (включаючи 2 офіцерів) і 246 поранених.

## Пам'ять
- На згадку про перемоги при Гангуті і при Гренгамі (здобутих у різні роки в один і той же день — день пам'яті святого Пантелеимона) була побудована в Санкт-Петербурзі Пантелеймонівська церква. У 1914 році з ініціативи Імператорського Російського військово-історичного товариства на фасаді Пантелеїмонівської церкви були укріплені мармурові меморіальні дошки з переліком полків, які билися при Гангуті та Гренгамі.
- Було засновано медаль «За битву при Гренгамі».
- У будівлі Пантелеімонівської церкви відкрито експозицію, що розповідає про битви петровського галерного та вітрильного флоту на Балтиці, про відвагу російських воїнів у Північній війні та героїзм моряків при обороні півострова Ханко на початку Великої Вітчизняної війни.
- У Петербурзі на Воскресенській набережній 7 березня 2015 року було відкрито бронзову пам'ятку першому вітрильному лінійному кораблю російського флоту „Полтава“ — учаснику Північної війни. Він був спущений зі стапелів Адміралтейства у червні 1712 року і був у складі Балтійського флоту до закінчення Північної війни. На стіні постаменту пам'ятника висічено напис „Баталія при Гренгамі“ з ілюстрацією бою

## У мистецтві
- Гравюра А. Ф. Зубова „Баталія при Гренгамі“, 1721 розміщена в збірці „Петро I. Честь, слава, імперія. Праці, артикули, листування, спогади“. Із серії „Великі правителі“. — М: Ексмо, 2012. — 318 с. В ук»-". тв. Святкування перемоги при Гренгамі 8 вересня 1721—321 с.
- Картина Ф.-В. Перро «Бій при Гренгамі 27 липня 1720» 1841 розміщена в кольоровій вкладці в книзі: Тарле Е. Ст, Еріксон П. та ін. Північна війна Петро I проти Карла XII. — Китай: ЗАТ «Видавничий дім Рідерз Дайджест», 2009.
- Картина А. П. Боголюбова «Гренгамська морська битва 27 липня 1720» 1866 рік. Полотно, олія. Розміри 229 х 380.[6]